# Parafia św. Apostołów Piotra i Pawła w Twardowie
Parafia Świętych Apostołów Piotra i Pawła w Twardowie – parafia rzymskokatolicka, znajdująca się w diecezji kaliskiej, w dekanacie Jarocin.